# 法尔内塞广场
41°53′42″N 12°28′16″E / 41.895102°N 12.471217°E

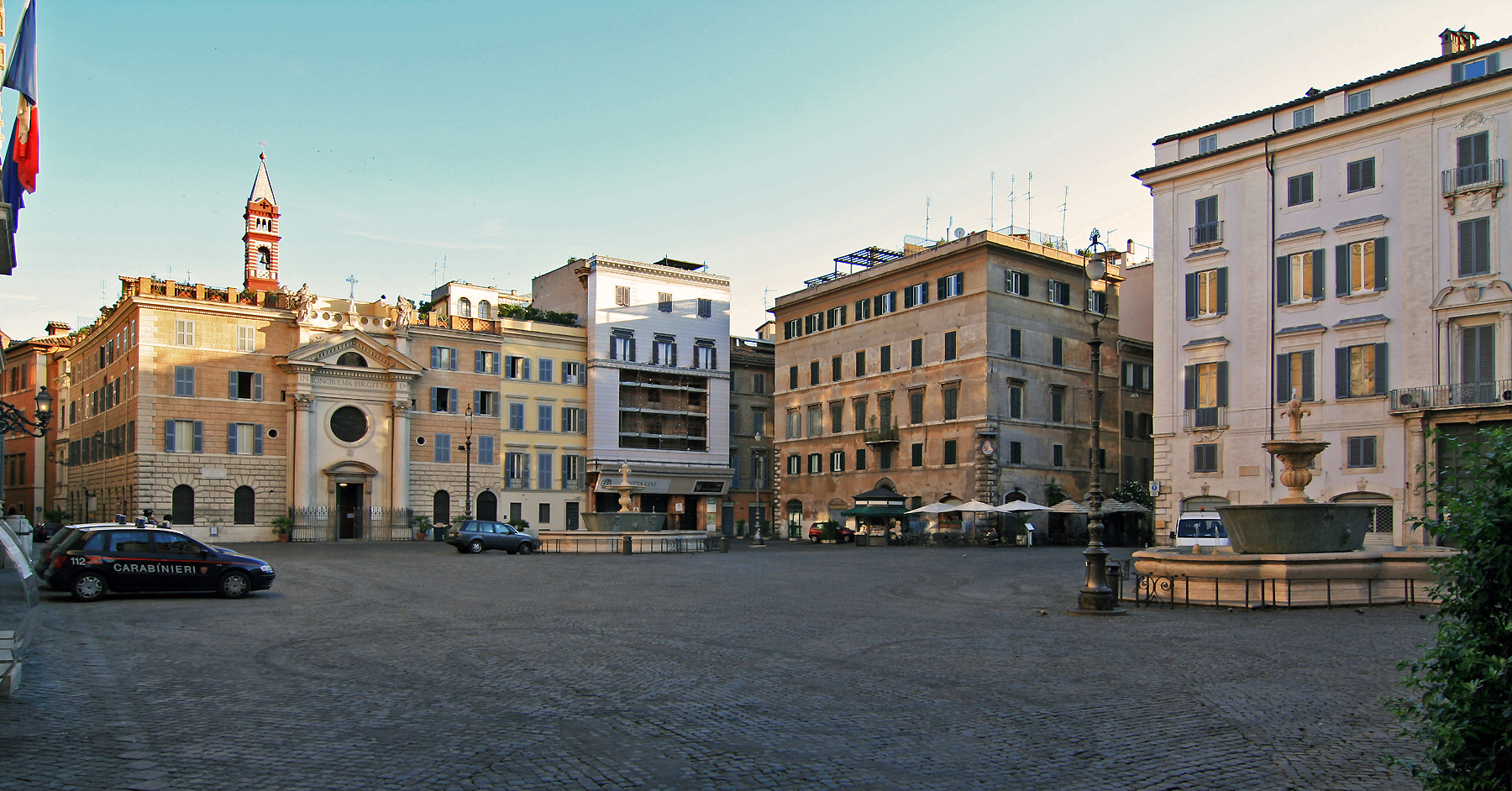
法尔内塞广场. 右侧为雄鸡宫

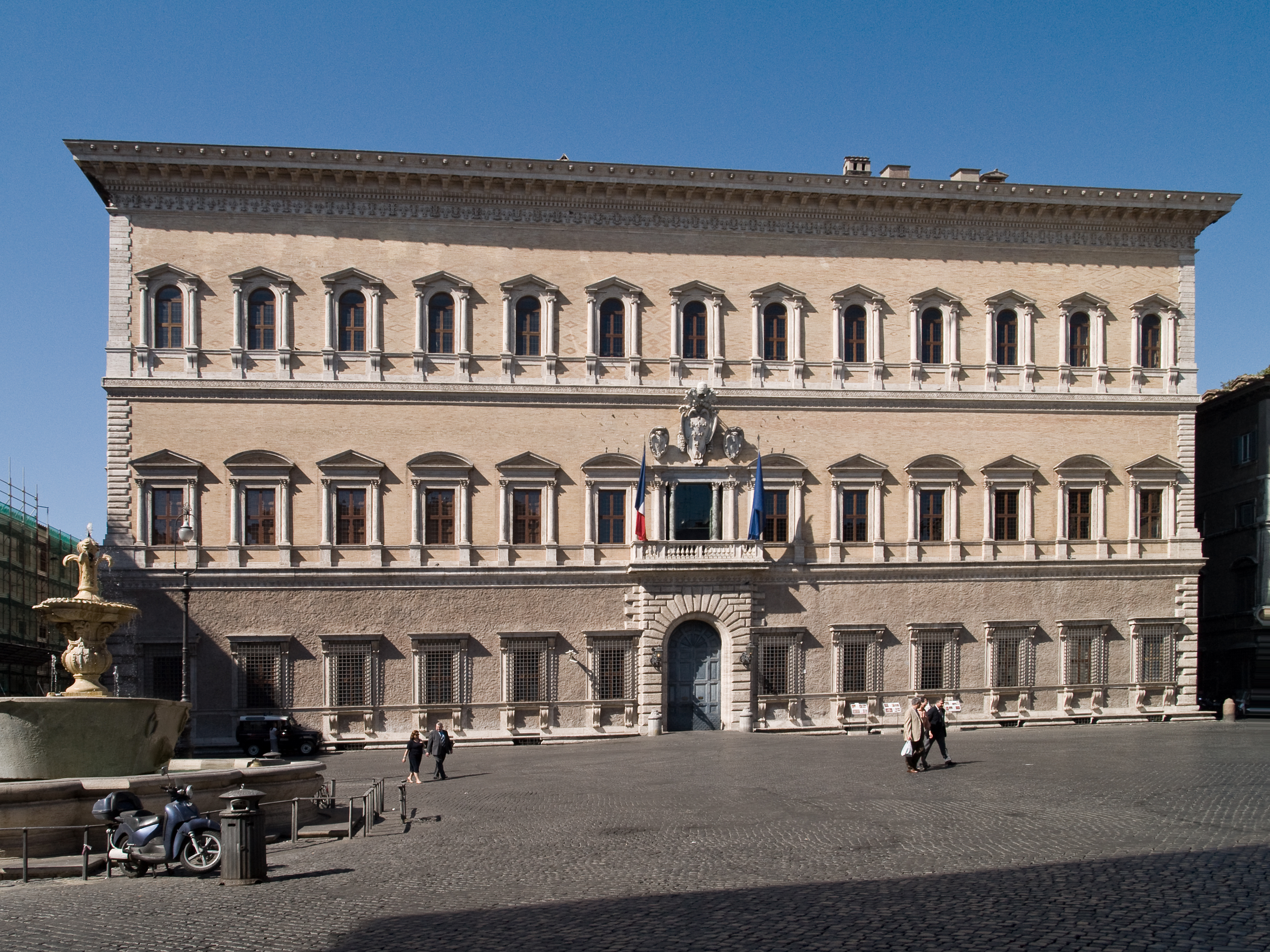
法尔内塞宫

法尔内塞广场（Piazza Farnese）位于意大利罗马，是雷戈拉区的主要广场。

## 历史
广场开辟于16世纪。当时亚历山大·法尔内塞枢机，即后来的保禄三世，在此购买了几栋房屋，拆除重建为舒适的法尔内塞宫，设计师是小安东尼奥·达·桑加罗。工程开始于1514年，中间被1527年羅馬之劫打断，法尔内塞枢机当选为教宗后，从1546年起，又开始恢复，由米开朗琪罗指导。
广场用砖铺砌于1545年，颇具装饰性，与立面入口的轴线成一直线。两个埃及花岗岩储水罐（tank），据称取自卡拉卡拉浴场。第一个在保禄二世时期发现，运到圣马可广场，装饰威尼斯宫。第二个发现于保禄三世时期，装饰自己的宫殿 然而，关于这两个花岗岩储罐的起源，辩论是漫长而未完成的。保禄五世兴建到特拉斯提弗列的高架渠，并绕过台伯河，額我略十五世分给法尔内塞家族40盎司，设立喷泉，收购了圣马可广场的喷泉 于1626年左右委托吉罗拉莫·雷纳尔迪设计了两个喷泉。喷泉纯粹是装饰性的，周围有一扇门。为了人和动物的饮水需要，在朱利亚街（via Giulia）开始时竖起了 Mascherone喷泉。

## 建筑
广场上有8条街道和小巷，其中最重要的是蒙塞拉托街（via di Monserrato）。广场上的建筑物，除法尔内塞宫之外，最重要的建筑物是圣彼济大堂（Santa Brigida）的教堂及修道院，罗卡乔瓦涅雄鸡宫（palace of the Rooster of Roccagiovane）, 在法尔内塞宫前，介于 Baullari 与 via della Corda之间，以及右侧的Palazzo Mandosi Mignanelli ，与 Vicolo dei Venti.交界（后一个名称不是衍生自气象意义上的“风”，而是得名于住在那里的一个家族）。其他建筑是19世纪重建的建筑。